# Балахнинський район
Балахнинський район (рос. Балахнинский район) — адміністративно-територіальна одиниця (район) та муніципальне утворення (муніципальний район) у західній частині Нижньогородської області Росії.
Адміністративний центр — місто Балахна.

## Історія
Район було утворено 1929 року.

## Населення
| 1939    | 1959    | 1970    | 1979    | 1989    | 2002    | 2008    |
| ------- | ------- | ------- | ------- | ------- | ------- | ------- |
| 84 907  | ↘36 307 | ↘9241   | ↗59 264 | ↗60 487 | ↗83 683 | ↘79 468 |
| 2009    | 2010    | 2011    | 2012    | 2013    | 2014    | 2015    |
| ↘78 592 | ↘77 598 | ↘77 416 | ↘76 888 | ↗76 953 | ↘76 826 | ↗76 949 |
| 2016    | 2017    | 2018    | 2019    |         |         |         |
| ↘76 907 | ↘76 612 | ↘76 266 | ↘75 851 |         |         |         |